# Autodrome de Linas-Montlhéry

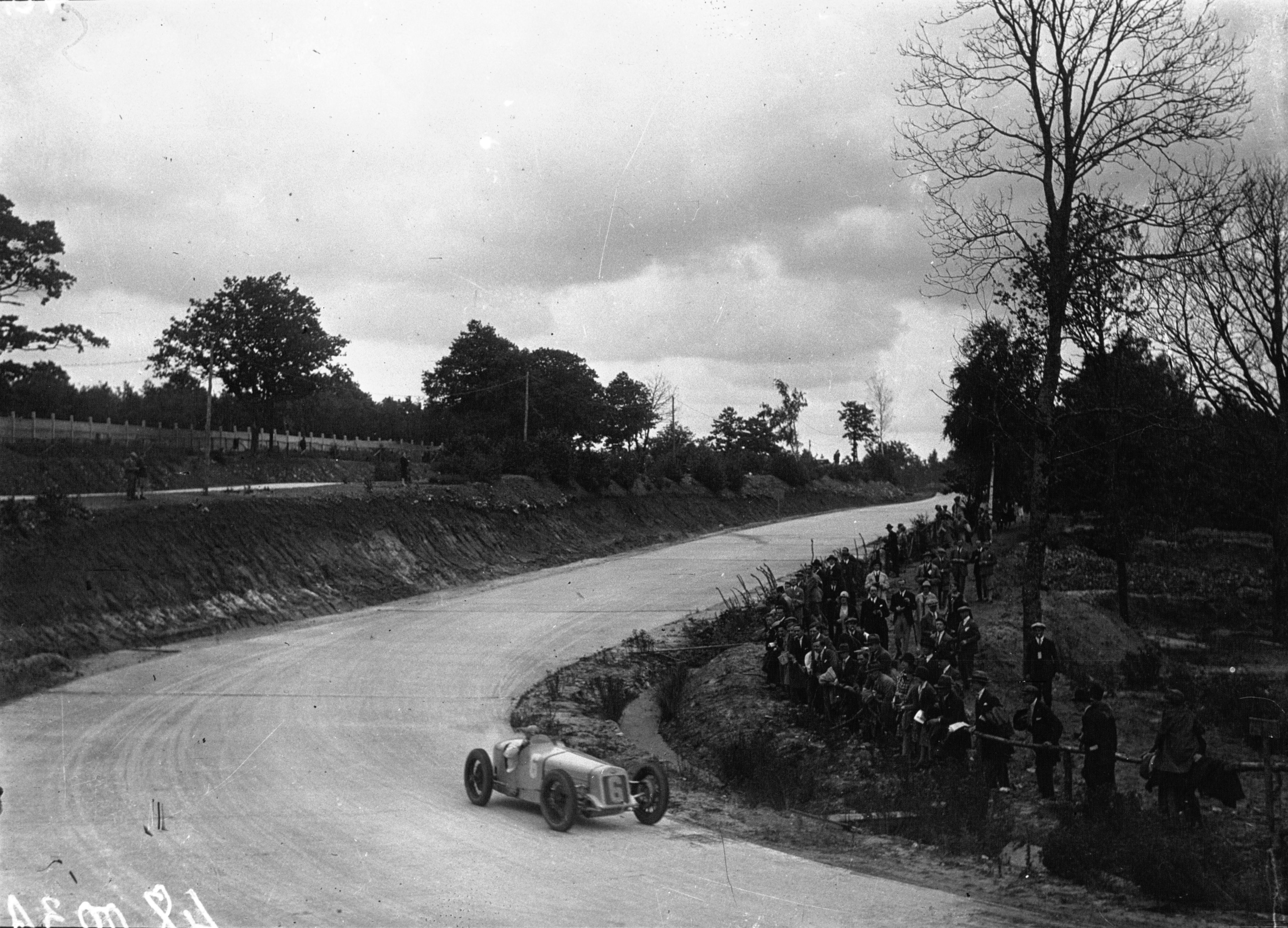
Robert Benoist in de Grand Prix van Frankrijk van 1927

Het Autodrome de Linas-Monthléry is een racecircuit gelegen in de Franse gemeente Bruyères-le-Châtel. Het circuit werd geopend in 1924, en lijkt enigszins op het oorspronkelijke circuit in Monza dat rond dezelfde tijd werd gebouwd. Aanvankelijk omvatte het circuit alleen een ovale kombaan, maar in 1925 werd het circuit uitgebreid met een gedeelte openbare weg. In 2001 ontving het circuit een nieuwe racelicentie, al zijn er alleen nog kleine raceklassen actief op het circuit.
Tussen 27 november 1940 en 21 april 1942 was op het circuit een concentratiekamp voor Roma en woonwagenbewoners gevestigd, beheerd door Vichy-Frankrijk.

## Grand Prix
De eerste officiële race die plaatsvond op het circuit was de Grand Prix van Frankrijk in 1925. De race werd gewonnen door Robert Benoist in een Delage. Tijdens deze race overleed Antonio Ascari.
De Grand Prix keerde hierna in 1927 terug op het circuit, en ook tussen 1931 en 1937 werd de Franse Grand Prix hier verreden.

## Wielrennen
In de jaren 20 kende het circuit een spectaculaire jacht op het uurrecord stayeren (buiten de UCI om). Achter een "reglementaire" motor legde Léon Vanderstuyft een recordafstand van 81,9 km af, op 25 oktober 1924 verbroken door Henri Bréau (89,4 km). Op dat moment ging alle aandacht reeds naar de tweestrijd achter moto libre (zware gangmaakmotoren uitgerust met geïmproviseerde windschermen). Dit leidde in 1928 tot een officieus werelduurrecord dat nog steeds standhoudt:
- Léon Vanderstuyft (1 oktober 1924): 107,710 km
- Jean Brunier (19 oktober 1924): 112,440 km
- Léon Vanderstuyft (1 oktober 1925): 115,098 km
- Jean Brunier (1 november 1925): 120,958 km
- Léon Vanderstuyft (29 september 1928): 122,771 km

In 1933 werden hier de wereldkampioenschappen wielrennen op de weg gehouden. 
In 1978 won Jan Raas  na een solo van dertig kilometer Parijs-Tours op het circuit.

## Trivia
De Amerikaanse rally-rijder Ken Block nam in 2010 het derde deel van zijn Gymkhana-reeks op op dit circuit.